# Яїджи
Яїджи, раніше Кочогот — село у Кельбаджарському районі Азербайджану. Село розташоване за 33 км на захід від Мартакерта, на північний захід від села Члдран, на захід від траси «Північ-Південь», на південний захід від села Дрмбон, на південь від Сарсанського водосховища, на південний схід від річки Трту та на схід від села Верін Оратаг.

## Пам'ятки
У селі розташована церква Святої Матері Божої (вірм. Սուրբ Աստվածածին) XVII століття. Також збереглося селище та цвинтар XIII століття з хачкарами, гробниці 2-1 тисячоліття до н. е.